# Jal (cartunista)
José Alberto Lovetro, mais conhecido como Jal, é cartunista, roteirista jornalista e presidente da Associação dos Cartunistas do Brasil (ACB) .
Iniciou sua carreira na Folha de S.Paulo em 1973, trabalhando depois para os principais veículos de comunicação do país como o jornal O Estado de São Paulo, TV Cultura, TV Tupi, The Brazilians (EUA), Pasquim, Revista Sem Fronteiras (Holanda/Bélgica), DCI, TV Bandeirantes, TV Gazeta (SP), TV Manchete, Revista Semanário, Rádio Tupi, TV SENAC/SESC entre outros.
Ao lado de Gualberto Costa, Franco de Rosa e Worney Almeida de Souza, ajudou a fundar a Associação dos Quadrinhistas e Caricaturistas do Estado de São Paulo (AQC - ESP), responsável pelo Prêmio Angelo Agostini posteriormente, a dupla sairia da AQC e fundaria o Troféu HQ Mix uma das principais premiações brasileiras na área de quadrinhos. Em 1989, ganhou o Troféu Jayme Cortez, concedido no Prêmio Angelo Agostini a quem se destaca na atuação em prol do quadrinho brasileiro. No mesmo ano, também ganhou o Troféu HQ Mix de "melhor editor".